# Aggressionsverschiebung
Unter einer Aggressionsverschiebung versteht man in der Sozialpsychologie das aggressive Handeln einer Person gegen Ersatzobjekte wie schwächere Personen oder gegen Sachen, weil das eigentliche Objekt der Aggression als zu mächtig oder stark angesehen wird. Die Aggressionsverschiebung zählt als Form der Verschiebung zu den Abwehrmechanismen.

## Begriffsgeschichte
Der amerikanische Psychologe Neal E. Miller (1909–2002) prägte 1944 den Begriff der Aggressionsverschiebung. Sein Aufsatz Experimental studies of conflict behavior setzte seine Arbeit im Bereich der experimentellen Aggressionsforschung fort. In diesem Gebiet hatte er ab Ende der 1930er Jahre zusammen mit John Dollard die Frustrations-Aggressions-Hypothese weiterentwickelt. Sowohl Miller als auch Dollard galten als Vertreter des Neobehaviorismus.
Die Aggressionsverschiebung im engeren Sinne beschreibt das Verhalten einer Person. Hingegen sieht die Sündenbock-Theorie bei der Aggression von Gruppen gegen schwächere Gruppen, zum Beispiel Minderheiten und andere Fremdgruppen, die Aggressionsverschiebung als einen der Wirkmechanismen an, und weitet damit den Begriff aus.

## Mechanismus und Beispiele
Der Mechanismus der Aggressionsverschiebung wirkt entsprechend der erweiterten Frustrations-Aggressions-Hypothese wie folgt:
1. Das Auftreten einer Frustration führt bei einer Person P zu Aggressionen, die sich zunächst gegen den Ursprung U der Frustration richten.
2. U erscheint jedoch machtvoll, oder verfügt in den Augen von P über andere Ressourcen, die eine Aggression als gefährlich erscheinen lassen. In manchen Fällen ist U für P auch nicht greifbar.
3. Die Aggression wird daher wegen drohender Bestrafung oder anderen unangenehmen Konsequenzen gehemmt, bzw. kann objektiv nicht ausgeführt werden.
4. Die Aggression wird auf ein anderes (Ersatz-)Objekt E verschoben, das als schwächer wahrgenommen wird, und dort von P ausagiert.

Anstelle von Frustration → Aggression (Frustrations-Aggressions-Hypothese) nimmt die Aggressionsverschiebung also die Kette Frustration → Hemmung → Verschiebung → Aggression an. Diese Prozesse verlaufen entsprechend den psychoanalytischen Ursprüngen der Verschiebungs-Theorie unbewusst. Je ähnlicher E in bestimmten wahrgenommenen Eigenschaften U ist, desto härter wird die Aggression durch P ausfallen.
Ersatzobjekt kann eine unbeteiligte Person sein, ein anderes Lebewesen wie ein Haustier, aber auch Gegenstände wie eine zugeschlagene Tür oder zerschlagenes Geschirr. Auch die eigene Person kann zum Ersatzobjekt werden, zum Beispiel bei Selbstverletzung.